# Athos-Aspis
Athos-Aspis – miejscowość i gmina we Francji, w regionie Nowa Akwitania, w departamencie Pireneje Atlantyckie.
Według danych na rok 1990 gminę zamieszkiwało 197 osób, a gęstość zaludnienia wynosiła 33 osób/km² (wśród 2290 gmin Akwitanii Athos-Aspis plasuje się na 980. miejscu pod względem liczby ludności, natomiast pod względem powierzchni na miejscu 1358.).